# Autoionização da água
A autoionização da água (ou autodissociação da água) é uma reação química em que duas moléculas de água reagem para produzir um hidrônio (H3O+) e um hidróxido (OH-):
2 H2O (l) {\displaystyle \rightleftharpoons } H3O+ (aq) + OH- (aq)
Este é um exemplo de autoprotólise, e que mostra a natureza anfótera da água.
A água, mesmo pura, não é um simples emaranhado de móleculas de H2O. Mesmo na água "pura", equipamentos sensíveis podem detectar uma quantidade muito pequena de condutividade elétrica de 0,555 µS·cm-1. De acordo com teorias de Svante Arrhenius, isto se deve à presença de íons.

## Concentração e frequência
A reação precedente tem uma constante de equilíbrio químico de {\displaystyle K_{eq}={\frac {[H_{3}O^{+}]\cdot [OH^{-}]}{[H_{2}O]^{2}}}=3,23\times 10^{-18}}. Portanto, a constante de acidez é {\displaystyle K_{a}=K_{eq}\cdot [H_{2}O]={\frac {[H_{3}O^{+}]\cdot [OH^{-}]}{[H_{2}O]}}=1,8\times 10^{-16}}. Para reacções em água (ou soluções aquosas diluídas), a molaridade (uma unidade de concentração) da água é praticamente constante e é omitida da expressão da constante de acidez por convenção. A constante de equilíbrio resultante é chamada de constante de ionização, constante de dissociação, ou constante de auto-ionização, ou ainda produto iónico da água, simbolizado por Kw.
{\displaystyle K_{w}=K_{a}\cdot [H_{2}O]=K_{eq}\cdot [H_{2}O]^{2}=[H_{3}O^{+}][OH^{-}]}
onde
[H3O+] = molaridade do oxónio, e
[OH-] = molaridade do hidróxido.
Nas CPTP (Condições Padrão de Temperatura e Pressão), sob 25 °C (298 K), {\displaystyle K_{w}=[H_{3}O^{+}]\cdot [OH^{-}]=1,0\times 10^{-14}}. A água pura ioniza-se e dissocia-se em quantidades iguais de H3O+ e OH-, portanto suas molaridades são iguais:
{\displaystyle [H_{3}O^{+}]=[OH^{-}]}
Nas CPTP, as concentrações de hidróxido e oxónio são bastante baixas, próximo a 1,0 x 10-7 mol . L-1, e os íons são raramente produzidos: uma molécula aleatória de água dissocia-se em aproximadamente 10 horas. Uma vez que a concentração das moléculas de água não são largamente afectadas pela dissociação e {\displaystyle [H_{2}O]} é aproximadamente igual a 56 mol . L-1, é tido que para cada 5,6 x 108 moléculas de água, um par existe em forma de íons. Qualquer solução em que as concentrações de H3O+ e OH- se igualam, é considerada como neutra. Absolutamente, a água pura é neutra, apesar de que caso traços de impurezas afetem a concentração desses íons a água não mais será neutra. Kw é sensível à pressão e temperatura, aumentando sempre que um destes factores aumentam.
Da concentração do H3O+ de 1,0 x 10-7 mol/L é que definimos que um pH neutro é igual a 7: o pH é -log10 da concentração do hidrônio.
É importante lembrar que a água destilada é uma água que tem a maioria dos íons impuros (como Na+ e Cl-) presentes em águas naturais da fonte retirados por processos de destilação ou outros métodos de purificação da água. Remover todos os íons da água é algo próximo do impossível, já que a água rapidamente auto-ioniza-se em busca do equilíbrio.

## Dependência da temperatura e pressão
Por definição, {\displaystyle pK_{w}=-log_{10}K_{w}}. Nas CPTP, {\displaystyle pK_{w}=-log_{10}(1,0x10^{-14})=14,0}. O valor de pKw é inversamente proporcional à temperatura, ou seja, quando a temperatura aumenta, o valor de pKw é reduzido e vice-versa. Isso significa que a ionização da água normalmente aumenta com a temperatura.
Também há uma mudança, normalmente pequena, gerada pela variação da pressão (a ionização é diretamente proporcional à pressão). A dependência da ionização da água em relação à pressão e temperatura já foi estudada e há um formulário padrão para o evento.